# 日に流れて橋に行く
『日に流れて橋に行く』（ひにながれてはしにいく）は、日高ショーコによる日本の漫画作品。『YOU』（集英社）にて、2017年2月号から2018年11月号まで連載された後、『Cookie』（同社）に移籍し2019年3月号から連載中。

## あらすじ
明治末期、日本橋の老舗呉服店「三つ星」は経営危機に瀕している 。英国帰りの三男・星乃虎三郎は、新しい「三つ星」を作ろうと改革に挑む 。しかし改革は難航し、当主である兄が借金を残して失踪し、店は存亡の危機に陥る 。虎三郎は英国で出会った謎の資産家・鷹頭玲司と手を組み、女性店員の卯ノ原時子を採用し、新風を吹き込み、老舗の再建に挑む 。

## 登場人物
星乃虎三郎
日本橋の老舗呉服店「三つ星」の三男。
鷹頭玲司
虎三郎が英国留学中に知り合った謎の男。
卯ノ原時子
日本橋の傘屋の長女。
星乃在寅
虎三郎の兄。
五百雀（いおさき）
「三つ星」の番頭。
白石辰春
流行作家。

## 書誌情報
- 日高ショーコ『日に流れて橋に行く』集英社〈愛蔵版コミックス〉、既刊11巻（2025年5月23日現在）
  1. 2017年10月25日発売[4]、ISBN 978-4-08-792025-3
  2. 2018年10月25日発売[5]、ISBN 978-4-08-792034-5
  3. 2019年10月25日発売[6]、ISBN 978-4-08-792054-3
  4. 2020年5月25日発売[7]、ISBN 978-4-08-792059-8
  5. 2021年3月25日発売[8]、ISBN 978-4-08-792070-3
  6. 2021年10月25日発売[9]、ISBN 978-4-08-792081-9
  7. 2022年7月25日発売[10]、ISBN 978-4-08-792084-0
  8. 2023年4月25日発売[11]、ISBN 978-4-08-792086-4
  9. 2023年12月25日発売[12]、ISBN 978-4-08-792090-1
  10. 2024年8月23日発売[13]、ISBN 978-4-08-792095-6
  11. 2025年5月23日発売[14]、ISBN 978-4-08-792101-4